# Planète interdite
Pour plus de détails, voir Fiche technique et Distribution.
Planète interdite (Forbidden Planet) est un film de science-fiction américain réalisé par Fred McLeod Wilcox et sorti sur les écrans en 1956.
En 2013, le film est sélectionné par le National Film Registry de la Bibliothèque du Congrès américain pour y être conservé, comme étant « culturellement, historiquement ou esthétiquement important ».

## Synopsis

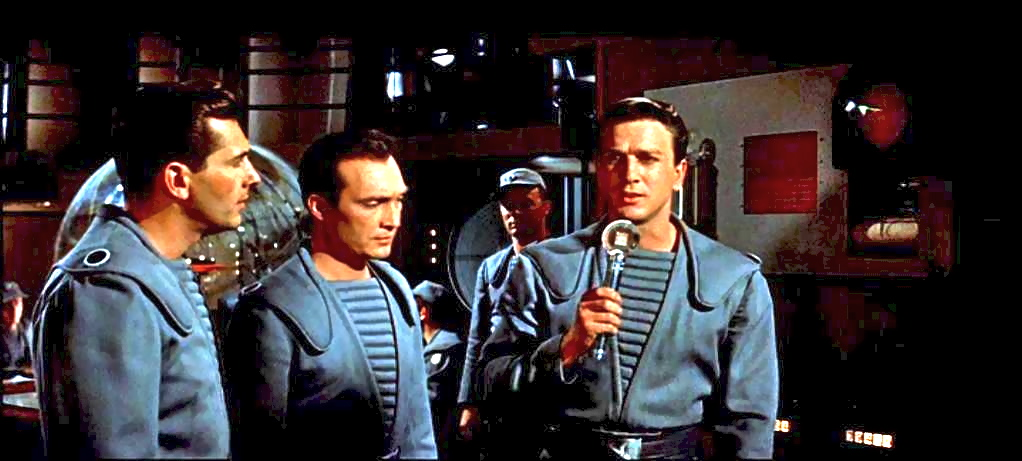
Une scène située au début du film, juste avant l’atterrissage sur Altaïr 4.

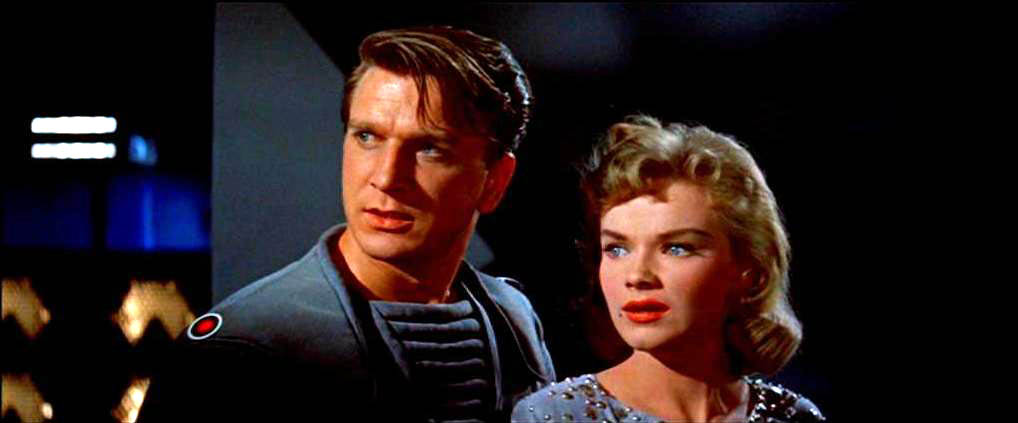
Leslie Nielsen et Anne Francis dans le film.

Un prologue explique quand et comment la conquête de l'espace a été rendue possible depuis la Terre, grâce à l'invention d'engins capables de se déplacer à la vitesse de la lumière. Désormais, les humains vivent sous le régime des Planètes unies.
En 2257, le croiseur spatial C-57D, avec à sa tête le commandant John Adams, est en route vers la planète Altaïr IV pour secourir le Bellérophon, vaisseau d'exploration dont l'équipage n'a plus donné signe de vie depuis dix-neuf ans. Au moment de l'approche, le professeur Edward Morbius, ancien membre de cette expédition perdue, contacte soudain le croiseur et déclare qu'il n'a besoin d'aucun secours. Il met en garde le commandant et prévient qu'il ne pourra pas garantir la sécurité de ses hommes. Adams décide néanmoins  de se poser sur Altaïr IV.
Sur place, Adams, le lieutenant Jerry Farman et le lieutenant « Doc » Ostrow  sont accueillis par Robby le robot, qui, dans un véhicule, les conduit à une villa où Morbius leur apprend qu'une mystérieuse et gigantesque force a jadis tué tous les passagers du Bellérophon et détruit le vaisseau. Il fut l'un des trois seuls survivants, avec sa femme (décédée entre-temps de mort naturelle) et leur fille Altaïra. Il prévient les trois officiers que ceux-ci risquent leurs vies en restant ici. Altaïra, qui n'a jamais connu que son père, se montre très intriguée par les officiers : Adams et Farman tombent sous le charme de la jeune fille, un triangle amoureux se met en place. Adams décide de contacter la Terre. 
Durant la nuit, quelque chose s'introduit dans le vaisseau terrien et sabote son matériel de transmission. Au matin, Adams et Ostrow se rendent chez Morbius pour le questionner dans le cadre de l'enquête. Celui-ci leur parle de la civilisation très avancée des Krells qui existait sur cette planète et disparut mystérieusement il y a plus de 200 000 ans. Morbius leur montre un appareil krell capable de mesurer et d'améliorer les capacités intellectuelles, et leur raconte que la première fois qu'il l'utilisa, il faillit en mourir, mais constata que sa puissance de réflexion avait doublé : fort de cela, il a pu étudier les archives des Krells et construire Robby, la villa et d'autres appareils technologiquement très avancés. Il leur fait une démonstration : l'image en trois dimensions d'Altaïra se matérialise. Puis il conduit les deux hommes à visiter la centrale énergétique des Krells : passant par une porte blindée, le groupe se retrouve au milieu d'une immense installation de forme cubique de 32 km de côté, qui plonge directement dans le noyau de la planète. Cette gigantesque machine fonctionne encore et son réacteur possède une puissance équivalant à 9 200 bombes thermonucléaires. Adams réclame alors le droit pour les Terriens de récupérer cette technologie mais Morbius refuse, prétextant qu'un tel transfert serait prématuré car personne n'est prêt à la recevoir et à la comprendre.
En réponse au sabotage, Adams fait mettre en place un champ de force autour du vaisseau, qui s'avère inefficace puisque la chose invisible parvient de nouveau à y pénétrer, tuant l'ingénieur en chef Quinn chargé des transmissions. Une nouvelle enquête est diligentée et une empreinte est découverte : le moulage révèle un pied monstrueux, celui d'une créature fantastique. Lors d'une nouvelle attaque, la forme de la créature émerge sous l'action des tirs au laser produits par l'équipage pour se défendre et prend la forme d'un monstre rugissant. Farman est tué, ainsi que deux autres hommes. Dans la villa, Morbius, endormi d'un sommeil agité, se réveille soudain aux cris d'Altaïra qui vient de faire elle aussi un cauchemar. Au même moment, dans le camp des Terriens, le monstre disparaît.
Adams et Ostrow se rendent de nouveau à la villa. Tandis qu'Adams questionne Morbius, Ostrow s'en va essayer l'appareil cérébral des Krells et tombe en syncope : avant de mourir, il révèle à Adams que l'énorme machine sous leurs pieds servait en fait aux Krells à matérialiser et projeter aux quatre coins de la planète toute chose imaginable, mais qu'ils avaient oublié un détail : « les monstres du Ça »,. Adams comprend alors que c'est l'inconscient de Morbius, connecté à la machine et au réacteur souterrain, qui est à l'origine de l'apparition du monstre et de la destruction du Bellérophon. Abasourdi, Morbius refuse cette explication.
Altaïra avoue à Adams qu'elle l'aime, ce qui représente par ailleurs une bravade envers son père, mais au même moment, Robby détecte que quelque chose approche de la villa. C'est le monstre. Les volets de sécurité de la villa, aussitôt abaissés, sont déchirés par la créature : Morbius ordonne à Robby de tirer dessus; le robot étant programmé pour ne pas tuer d'humain, il se bloque, car le monstre est le produit de l'imaginaire de Morbius.
Il faut s'enfuir dans le laboratoire, se réfugier derrière la grande porte blindée, qui se met à fondre sous l'action de la créature. Morbius est alors obligé d'accepter la vérité : ce monstre est une partie de lui-même, c'est la sauvagerie de son inconscient qui souhaite ardemment anéantir ceux qui s'opposent à ses désirs. Face à la menace de l'irruption de la créature qu'il renie oralement, espérant que son surmoi conscient stoppe l'effet de ses pulsions inconscientes qui pilotent le monstre, il s'autodétruit en retournant sur lui-même son désir de destruction, celui-là totalement conscient et se désignant comme seule victime. Sa mort et l'anéantissement de ses pulsions inconscientes et destructrices stoppent le processus d'animation et de déchaînement du monstre. Mourant, Morbius demande à Adams de déclencher l'autodestruction de la planète en activant une réaction en chaîne au sein du super-réacteur souterrain, avant de le mettre en garde : il a 24 heures pour s'éloigner à plus de 160 millions de kilomètres de la planète.
Le vaisseau repart, avec à son bord Altaïra et Robby. Ils assistent hors de portée à l'explosion de la planète. Adams réconforte Altaïra, l'assurant que le nom de son père sera glorifié pour avoir rappelé aux hommes qu'aussi savants soient-ils, ils ne sont pas Dieu.

## Fiche technique
- Titre : Planète interdite
- Titre original : Forbidden Planet
- Réalisation : Fred McLeod Wilcox
- Scénario : Cyril Hume, sur un sujet d'Irving Block et Allen Adler d'après The Tempest de William Shakespeare
- Musique : Louis et Bebe Barron
- Photographie : George J. Folsey
- Montage : Ferris Webster
- Direction artistique : Cedric Gibbons et Arthur Lonergan (en)
- Conception du robot : Robert Kinoshita
- Décors de plateau : Edwin B. Willis, Hugh Hunt, Irving Block et Mentor Huebner (en) (les deux derniers non crédités au générique)
- Costumes : Walter Plunkett pour les costumes masculins, Helen Rose pour ceux d'Anne Francis
- Production : Nicholas Nayfack pour la MGM
- Société de distribution : MGM
- Budget : 3 900 000 $
- Pays de production : États-Unis
- Langue : anglais
- Genre : science-fiction
- Format : couleurs (Technicolor) - mono (Western Electric Sound System) - 35 mm - Cinemascope
- Durée : 98 minutes
- Date de sortie : 15 mars 1956 aux États-Unis
- Affiche : Roger Soubie (France)

## Distribution
- Walter Pidgeon (VF : Pierre Morin) : le professeur Edward Morbius
- Anne Francis (VF : Joelle Janin) : Altaira Morbius
- Leslie Nielsen (VF : André Falcon) : le commandant John J. Adams
- Warren Stevens (VF : Roland Ménard) : le lieutenant « Doc » Ostrow
- Jack Kelly (VF : Michel Roux) : le lieutenant Jerry Farman
- Richard Anderson (VF : Jean-Louis Jemma) : Quinn
- Earl Holliman (VF : Jacques Dynam) : le cuisinier
- James Drury : Joe Strong
- George D. Wallace : Steve, le bosco
- Le narrateur : (VF: Jean Claude Michel)
- Frankie Darro / Frankie Carpenter : Robby le robot (non-crédités)

## Commentaires
Le tournage s'est déroulé au printemps 1955, et la date de la première séance officielle du film est le 1er avril 1956.
Planète interdite est l'un des premiers films de science-fiction ayant bénéficié de la couleur et du format cinémascope. Avec 2001, l'Odyssée de l'espace, il est également l'un des deux films de science-fiction qui ont durablement marqué le genre et leur époque.
Le scénario s'inspire de La Tempête, la dernière tragédie de William Shakespeare, dont il constitue une transposition dans le genre du space opera. Aux personnages de Prospero, échoué sur une île, Ariel et Caliban, correspondent respectivement Morbius, Robby et le monstre invisible.
La question du double maléfique que l'on porte en soi — la part d'ombre —, est clairement évoquée quand Morbius s'exclame dans la version originale « the monster from the Id », c'est-à-dire, en français : le monstre venu du Ça. La part d'ombre est incarnée par le monstre invisible issu des pulsions destructrices de l'inconscient du professeur Morbius, monstre éthéré, invisible, qui se manifeste seulement durant le sommeil. Cette utilisation de la part d'ombre dans cette œuvre n'est pas sans faire allusion aux travaux de Carl Gustav Jung sur un des principaux archétypes, décrits par le fondateur d'un des courants de la psychanalyse : la psychologie analytique. 
Le nom même du vaisseau de la première expédition, le Bellérophon, comme celui du générateur souterrain d'énergie, la Gorgone (dans la version française), sont des allusions à la mythologie grecque. Le scénario semble avoir donné des pistes vers des œuvres classiques et des mythes antiques sans en être la transposition exacte. 
Parmi les très nombreux commentaires que génère Planète interdite, un critique remarque : « Quelles que soient les intentions des hommes, il existe toujours en chacun une part d’ombre, un consentement au mal ; sans cesse à débusquer, selon les termes de la psychanalyse qui s’affirme alors, jusque dans l’inconscient de chaque être. »

## Bande originale et effets sonores
La musique du film et les effets sonores, créés par les époux Louis et Bebe Barron, constituent la première bande originale de film n'utilisant que des sources électroniques.
En s'inspirant de procédés décrits dans le livre Cybernetics: Or, Control and Communication in the Animal and the Machine de Norbert Wiener (1948), Louis Barron a construit des appareils électroniques produisant les sons étranges entendus dans le film. La plupart des sons du film ont été réalisés avec un ring Modulator, auxquels d'autres effets (réverbération, delay…) sont ajoutés. Certains sons sont parfois ralentis ou accélérés, ou passés à l'envers.
Le film permit à la musique électronique de toucher le grand public et l'impact sur le développement de cette musique aux États-Unis fut important.

## Autour du film
- Dans la version française, les prénoms des principaux membres d'équipage du croiseur C57-D sont francisés. John J. Adams devient Jean-Jacques Adams, Jerry devient André, Joe devient Georges et Quinn devient Yves. Cette pratique relativement rare tourne au contresens en ce qui concerne le personnage de Steve, qui occupe le rang de bosco, c'est-à-dire maître d'équipage. Le terme anglais « bosun » n'est pas ici traduit par « bosco », comme ce devrait être le cas, mais par le prénom « Bertrand ».
- L'accès à un pouvoir fantastique qui ne peut être contrôlé du fait de la part d'ombre propre à chaque être humain est aussi la base de la trame d'un livre de Michael Crichton, Sphère, et de son adaptation cinématographique.
- Le thème des pouvoirs psychiques humains qui se retournent contre les protagonistes dans une optique de meurtre est évoqué auparavant dans la nouvelle de Robert Sheckley intitulée Fantôme V (1954).
- Il s'agit d'un des films préférés de Richard Castle et de Kate Beckett, personnages principaux de la série Castle ; ils vont le voir ensemble à la fin de l'épisode 3-19. L'œuvre est présentée par Beckett comme un jalon important dans l'histoire de la science-fiction.
- Robert Kinoshita qui a conçu le robot Robby avait auparavant crée le robot Tobor pour le film Le Maître du monde en 1954 dirigé par Lee Sholem

## Postérité et influence
Le robot Robby devint même un jouet, ce qui en 1956 n'était pas si fréquent.
Planète interdite a fortement influencé la série télévisée Perdus dans l'espace (Lost in Space). Les personnages sont différents car la série présente une sorte de famille Robinson suisse, naufragée sur une planète. Mais le véritable vecteur de la série est le robot, une copie quasi conforme de celui du film. Il faut dire que les deux robots ont été créés par le même homme, Robert Kinoshita. Ils se rencontrent d'ailleurs dans l'épisode 60 de Perdus dans l'espace, intitulé Les condamnés de l'espace (Condemned of Space) (cf.). La série a elle-même engendré, en 1998, le film Perdus dans l'espace (Lost in Space).
- Planète interdite est mentionnée dans la chanson de la séquence d'ouverture du film The Rocky Horror Picture Show (1975).
- Le film est à l'affiche d'un cinéma dans l'épisode Un Frère Pour Ben de la série Joséphine, ange gardien.

## DVD et Blu-ray
Le film est sorti en DVD Digipack le 20 août 2008 chez Warner Home Video France au format 2.40:1 panoramique 16/9 en français 2.0 et anglais 5.1 avec sous-titres français. Il n'y a pas de suppléments.
Le film est sorti en Blu-ray le 20 octobre 2010 chez Warner Home Video France au format 2.40:1 panoramique natif 16/9 1080p VC-1 en français, espagnol, castillan, brésilien et allemand 1.0 Dolby Digital et en anglais 5.1 DTS Master HD avec des sous-titres français, brésiliens, portugais, espagnols, castillans, norvégiens, anglais et allemand pour sourds et malentendants. Le disque est Zoné A, B et C.
En suppléments :
- scènes coupées et séquences perdues ;
- deux films bonus avec Robby le Robot : « The Invisible Boy » et « Robot Client » : épisode de la série télévisée The Thin Man ;
- documentaire original TCM : Regarder les cieux ! La science-fiction, les années 50 et nous ;
- deux documentaires :  Extraordinaire ! Explorer les grandes étendues du film  et Ingénierie de Robby le Robot ;
- extraits de la série télévisée MGM Parade (en) ;
- bandes-annonces de Planète Interdite et The Invisible Boy [11].